# Тиостаннат калия
Тиостаннат калия — неорганическое соединение,
тиосоль калия и оловянной кислоты с формулой K2SnS3,
растворяется в воде,
образует кристаллогидраты.

## Получение
- Растворение дисульфида олова в растворе едкого кали:

{\displaystyle {\mathsf {3SnS_{2}+6KOH\ {\xrightarrow {}}\ 2K_{2}SnS_{3}+K_{2}SnO_{3}+3H_{2}O}}}

## Физические свойства
Тиостаннат калия образует кристаллогидраты состава K2SnS3•n H2O, где n = 2 и 3.
Растворяется в воде,
не растворяется в этаноле.
Кристаллогидрат K2SnS3•3H2O — тёмно-бурая жидкость.
Кристаллогидрат K2SnS3•2H2O образует кристаллы
ромбической сингонии,
пространственная группа P nma,
параметры ячейки a = 0,6429 нм, b = 1,5621 нм, c = 1,0569 нм.